# Alle elsker Debbie
Alle elsker Debbie er en dansk tv-serie i tre afsnit, sendt første gang i 1988.
Den har manuskript af Christian Kampmann og Peter Eszterhás, med sidstnævnte som instruktør. I hovedrollerne er Christine Skou, Jeppe Kaas, Merete Voldstedlund, Poul Glargaard.

## Handling
Debbie er en ung dansk teenager. Da moderens nye mand flytter ind hos dem, får han har et godt øje til Debbie. Hun forsøger at leve sit liv, men står i det klassiske dilemma, at hun ikke kan leve med situationen og ikke kan komme ud af den, uden at såre sin mor.

## Afsnit
Serien består af tre afsnit:
1. Mors store pige
2. Flyvende heste
3. Årets fund